# On AG

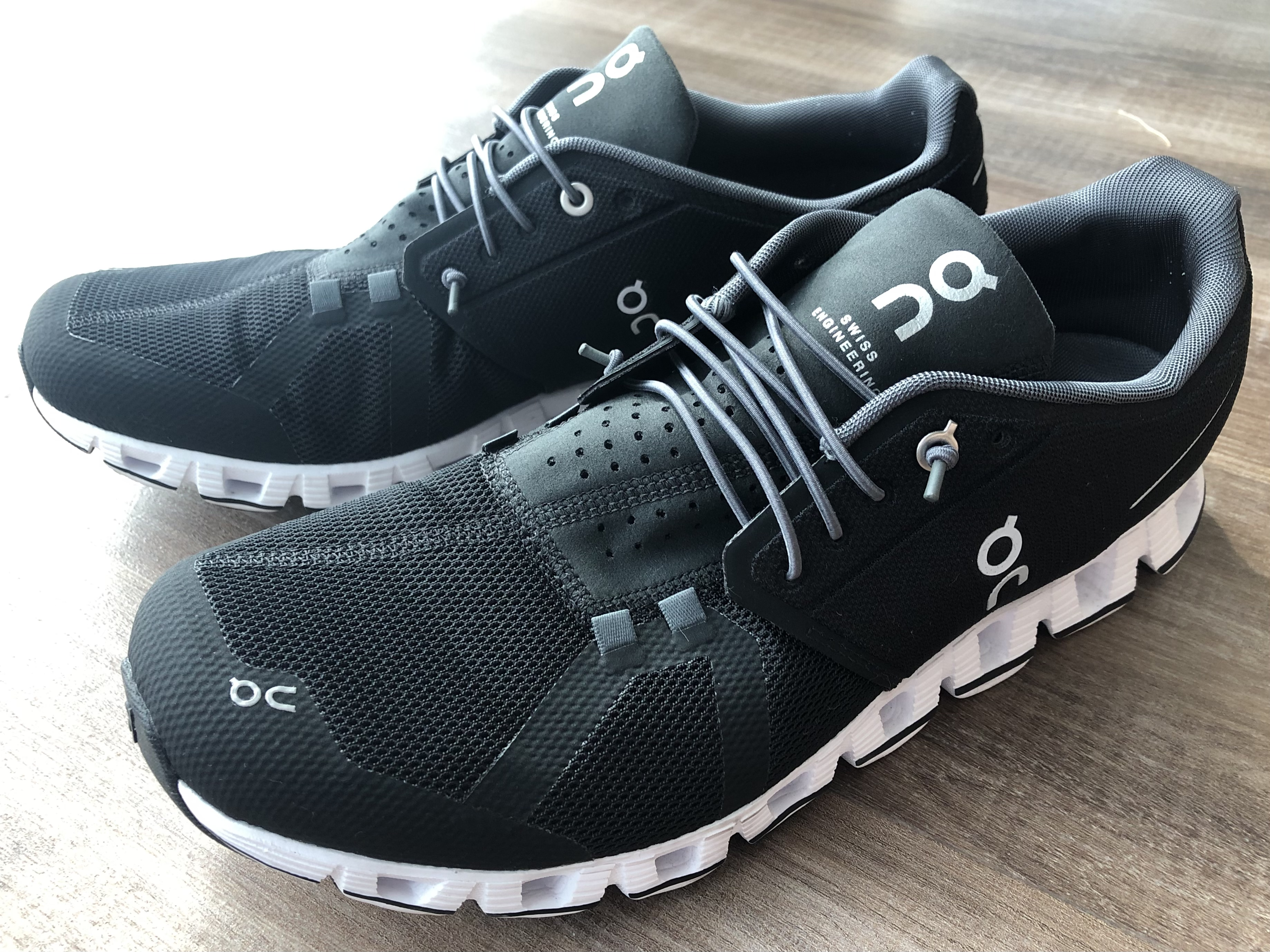
Laufschuhe On Cloud

Die On AG ist ein Schweizer Unternehmen mit Sitz in Zürich, das sich auf das Design und die Entwicklung von Laufschuhen spezialisiert hat. Schwerpunkt ist ein patentiertes Dämpfungssystem für Laufschuhe, welches beim Laufen Vorteile verschaffen soll.

## Geschichte
On wurde 2010 von David Allemann, Olivier Bernhard und Caspar Coppetti gegründet. Im selben Jahr wurden die ersten Schuhe von On verkauft. 2013 expandierte das Unternehmen in die USA, 2015 nach Japan. Im Jahr 2017 wurden die Produkte in über 50 Ländern verkauft. Dabei wurde ein zweistelliger Millionenbetrag umgesetzt.
Ende 2019 stieg der Tennisspieler Roger Federer als Miteigentümer und Werbebotschafter bei der On AG ein; seit den Qatar Open 2021 spielt Federer mit Tennisschuhen von On. 
Auch Carlos Alberto Sicupira und der Sohn von Jorge Paulo Lemann, Marc Lemann, sind Aktionäre des Unternehmens. Zusammen besitzen sie etwa 14 Prozent der Anteilsscheine. On ist Partner von Swiss Olympic und war Ausrüster der Schweizer Teilnehmer an den Olympischen Sommerspielen 2020 in Tokio.
Stand August 2021 beschäftigt das Unternehmen 883 Mitarbeiter, rund die Hälfte davon in der Schweiz. Die Produktion der Schuhe erfolgt von Zulieferfirmen in Vietnam und Indonesien. In der Schweiz ist On gemäss Medienberichten mit 50 Prozent Marktanteil bei Laufschuhen Marktführer. In Deutschland hat man laut Mitgründer Olivier Bernhard in dem Segment Adidas umsatzmässig überholt. Nebst Laufschuhen führt On Freizeitschuhe, Wanderschuhe und Bekleidung im Sortiment. In den USA wird mit Bekleidung rund 50 Prozent des Gewinns erwirtschaftet.
Im Sommer 2021 reichte On einen Zulassungsantrag für die Notierung der Aktien an der New Yorker Börse ein. Dabei machte das Unternehmen erstmals Finanzzahlen publik. Der Umsatz für das erste Halbjahr 2021 belief sich auf 315,5 Mio. Franken, der Gewinn lag bei 3,8 Mio. Franken. Das Umsatzwachstum im Vergleich zum ersten Halbjahr 2020 liegt bei 85 Prozent.
Von Januar 2021 bis März 2025 teilten sich Marc Maurer und Martin Hoffmann die Rolle der Co-Chief Executive Officers (Co-CEOs). Ab April 2025 übernahm Martin Hoffmann die alleinige CEO-Funktion, Marc Maurer verliess das Unternehmen. Die Gründer selbst bleiben ebenfalls aktiv beteiligt, wobei David Allemann und Caspar Coppetti als Co-Verwaltungsratspräsidenten fungieren und Olivier Bernhard im Bereich Forschung & Entwicklung tätig ist. Im Jahr 2024 erzielte On einen Umsatz von 2,32 Milliarden Schweizer Franken, was einer Steigerung von 29,4 % gegenüber dem Vorjahr entspricht. Der Gewinn stieg um 204,5 % auf 242 Millionen CHF.
On ist Ausrüster der Tennisspieler Iga Świątek und Ben Shelton.

## Kritik
Zu Beginn des Jahres 2024 wurde in verschiedenen Medien kritisiert, On verlange für seine im asiatischen Raum hergestellten Schuhe deutlich zu hohe Preise.